# Zeugandra iranshahrii
Zeugandra iranshahrii là loài thực vật có hoa trong họ Hoa chuông. Loài này được Esfand. miêu tả khoa học đầu tiên năm 1980.